# 無斑月魚
無斑月魚（学名：Lampris immaculatus）為輻鰭魚綱月魚目月魚科的其中一種，分布於南半球南緯34°至南極圈海域，棲息深度50-485公尺，體長可達110公分，屬肉食性，以魚類、頭足類等為食。
其种加词“immaculatus”意为“无斑的”。